# Guitarra huapanguera

La guitarra huapanguera, appelée aussi simplement huapanguera ou plus savemment quinta huapanguera est un instrument traditionnel mexicain à cordes pincées ou frappées. Elle est l'un des trois instruments, avec la guitare et la Jarana que les Trio Huasteco, les orchestres traditionnels de l'aire géographique de la Huasteca, utilisent de préférence.

## Lutherie
Comme tous les instruments de tradition Huastèque, la guitarra huapanguera est principalement construite avec du bois d'Acajou amer. Certains luthiers utilisent la même pièce de bois pour en tirer les divers composants de l'instrument (manche, touche, tête, mécaniques et bouton, table, fond, éclisse, chevalet, sillet de chevalet et de tête, et chevilles), d'autres utilisent l'aubier de l'arbre pour réaliser la tête et son duramen pour créer les autres parties. D'autres enfin, préfèrent utiliser des bois déjà anciens.
Sa caisse de résonance est aussi longue que celle d'une guitare classique, mais elle est moins large et plus profonde. Comme la plupart des instruments fabriqués par les artisans luthiers mexicains, elle en diffère par la décoration, et notamment par la forme qu'ils donnent à la tête ou au chevalet.
La touche de la guitarra huapanguera comporte dix frettes.
Les cordes, au nombre de huit sont le plus souvent des cordes en métal pour guitare acoustique, même si certains musiciens préfère utiliser des cordes en nylon de guitare classique.

## Accordage
La guitarra huapanguera possède 6 chœurs de cordes dont le premier et le sixième comportent une corde unique et dont les quatre autres sont accordés à l'unisson (soit un total de 8 cordes) : Mi4 - { Si4-Si4 } - { Sol4-Sol4 } - { Ré4-Ré4 } - Sol3. Comme pour presque tous les instruments populaires mexicain des adaptations existent qui dépendent de la tradition locale ou ds choix artistiques du musicien : certains instrumentistes préfèrent doubler la sixième corde (Sol3) et n'utilisent qu'une seule corde (Si4) pour le deuxième chœur.

## Sources
- (es) Gabriel Pareyón, Diccionario Enciclopédico de Música en México, t. 1, Guadalajara, Universidad Panamericana, 2007, 560 p. (ISBN 968-5557-79-9).
- (es) Gabriel Pareyón, Diccionario Enciclopédico de Música en México, t. 2, Guadalajara, Universidad Panamericana, 2007, 560 p. (ISBN 968-5557-79-9).
- (es) Juan Guillermo Contreras, « Diccionario de la Música Española e Hispanoamericana. - México - Huapanguera », sur Conservatorio de Música de Bahía Blanca, Bahía Blanca, Hernán Mouro, 31 décembre 2002.